# Beställningsfilm
Beställningsfilm syftar på film producerad på beställning av företag, myndigheter eller organisationer i PR- reklam-, informations- eller utbildningssyfte.
Begreppet inbegriper bland annat: industrifilm, undervisningsfilm och reklamfilm.

## Sverige

### Historik
Ordet beställningsfilm finns belagt i svensk dagspress sedan mitten av 1940-talet. 1949 ägnade sig flertalet svenska filmföretag åt att producera beställningsfilm av informations- eller propagandakaraktär till folkrörelserna. Under 1940-, 1950- och 1960-talen var beställningskortfilmer många kortfilmares enda möjlighet att försörja sig inom filmskaparyrket.
1974 upptog film producerad för biograf- och TV-visning den största delen av den svenska filmproduktionen, följd av beställningsfilmen. I och med övergången från projicerad film till videobandstekniken ökade användningen av beställningsfilmer kraftigt från mitten av 1970-talet.
1980 dominerades den svenska filmproduktionen av beställningsfilm, både i volymmässigt och ekonomiskt hänseende. 1983 angavs i tidskriften Teknik och Människa nummer 78 att det i Sverige av de 200 beställningsfilmproducenterna som fanns producerades i genomsnitt 560 stycken 24-minuterslånga beställningsfilmer per år. 1987 utgjorde beställningsfilmen alltjämt den till omfånget största delen av den svenska filmbranschen.